# Amasi Damiani
Amasi Damiani (* 26. September 1927 in Livorno) ist ein italienischer Filmregisseur, Drehbuchautor und Theaterregisseur.

## Leben
Damiani war bereits als Teenager Assistent beim Film, so von Giuliano Biagetti, später bei Sergio Corbucci. Hauptsächlich jedoch war er bis zu seinem Umzug nach Rom 1960 für das Theater tätig. Von 1963 an trat er als Regisseur in Erscheinung und fertigte regelmäßig eine Reihe von Filmen quer durch alle populären Genres, die jedoch fast immer nur in kleiner Kopienanzahl in regionalen Kinos zu sehen waren oder gar unveröffentlicht blieben. Ab Mitte der 1970er Jahre verlegte er sich daher auf das Gebiet des Pornofilmes, wo er bis 1989 auch unter einigen Pseudonymen unter anderem mit Ilona Staller drehte. Einige dieser Filme schafften es auch in soften Versionen, die Pornokinos zu verlassen. Häufig schrieb und schnitt Damiani seine Filme auch selbst.
In den 1990er Jahren kehrte Damiani zum Theater zurück und inszenierte so beispielsweise 1995 mit Dario Ballantini, William Ratcliffe und Silvano – Opern, die auch auf Film veröffentlicht wurden.
Im ersten Jahrzehnt des neuen Jahrtausends wirkte Damiani am Teatro Goldoni seiner Heimatstadt.

## Filmografie (Auswahl)
- 1966: Schamlose Lippen (Un brivido sulla pelle)
- 1968: Eine Kugel für den Bastard (Una forca per un bastardo)
- 1971: Tara Pokì
- 1979: Ein zärtliches Biest (Cicciolina amore mio)
- 1985: Manhattan Gigolo (Manhattan gigolò)